# Unione Sportiva Viareggio 1927-1928
Questa voce raccoglie le informazioni riguardanti lo Unione Sportiva Viareggio nelle competizioni ufficiali della stagione 1927-1928.

## Stagione
2ª edizione del terzo livello del campionato italiano di calcio. Il Viareggio è promosso ed è ammesso alla Prima Divisione Nord. È una ulteriore riforma della piramide calcistica.

## Rosa
| N. |                   | Ruolo | Calciatore          |
| -- | ----------------- | ----- | ------------------- |
|    | Italia (bandiera) | A     | Fabio Baldini       |
|    | Italia (bandiera) | D     | Giuseppe Belli      |
|    | Italia (bandiera) | D     | Elisio Barsanti     |
|    | Italia (bandiera) | A     | Arturo Codecasa     |
|    | Italia (bandiera) | A     | Mario Bertolucci    |
|    | Italia (bandiera) | P     | Vittorio Falcinelli |
|    | Italia (bandiera) | D     | Pietro Landucci     |
|    | Italia (bandiera) | D     | Nello Mannini       |
|    | Italia (bandiera) | C     | Alfio Giorgetti     |
|    | Italia (bandiera) | C     | Egisto Giorgetti    |

| N. |                   | Ruolo | Calciatore        |
| -- | ----------------- | ----- | ----------------- |
|    | Italia (bandiera) | C     | Edgardo Marchetti |
|    | Italia (bandiera) | C     | Gino Lemmetti     |
|    | Italia (bandiera) | C     | Elio Micheli      |
|    | Italia (bandiera) | D     | Renato Puccinelli |
|    | Italia (bandiera) | C     | Antonio Rossi     |
|    | Italia (bandiera) | C     | Cesare Simonini   |
|    | Italia (bandiera) | A     | Euro Riparbelli   |